# Regioni di sviluppo del Nepal

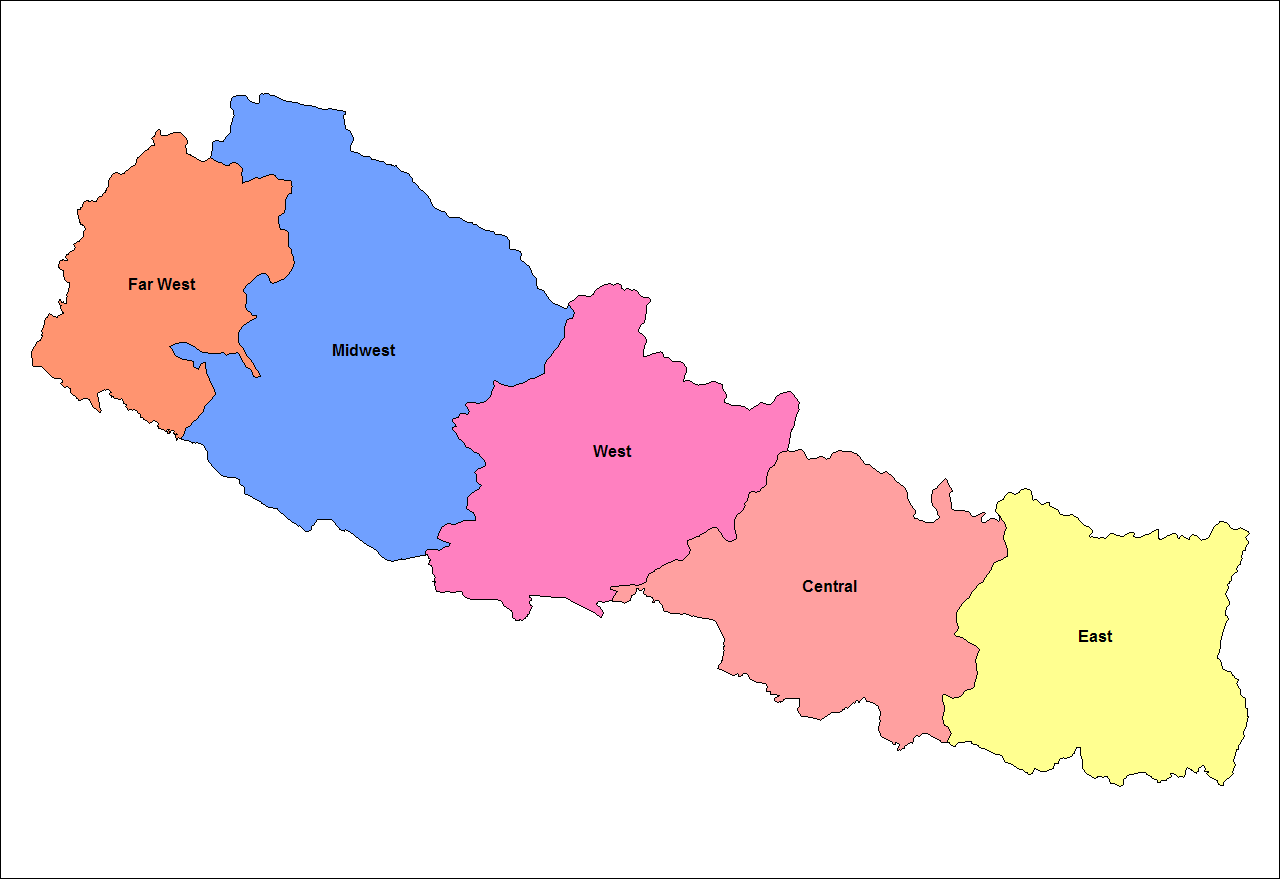
Le Regioni di Sviluppo nepalesi

Il Nepal è stato suddiviso in 5 Regioni di Sviluppo o Bikāsakṣeṭra (विकास क्षेत्र in lingua nepalese) tra il 1972 e il 2015. Le 5 Regioni erano poi ulteriormente ripartite in 14 zone amministrative, comprendenti a loro volta 75 distretti.
Ora sono state sostituite dalle Province del Nepal.
Le 5 regioni, distinte per la loro posizione geografica in un asse est-ovest, sono:
| Regione (nome originale)                                           | Capoluogo (nome originale)                 | Sup. (km²) | Abitanti  |
| ------------------------------------------------------------------ | ------------------------------------------ | ---------- | --------- |
| Regione dell'Estremo Occidente (Sudura Paścimāñcala - सुदुर पश्चिमाञ्चल) | Dipayala (Dīpāyala - दीपयल)                 | 19.539     | 2.191.330 |
| Regione del Medio Occidente (Madhya Paścimāñcala - मध्य पश्चिमाञ्चल)    | Birendranagara (Bīrendranagara - बीरेन्द्रनगर) | 42.378     | 3.012.975 |
| Regione Occidentale (Paścimāñcala - पश्चिमाञ्चल)                       | Pokhara (Pokharā - पोखरा)                    | 29.398     | 4.571.013 |
| Regione Centrale (Madhyamāñcala - मध्यमाञ्चल)                         | Hetauda (Heṭauṁḍā - हेटौंडा)                   | 27.410     | 8.031.629 |
| Regione Orientale (Purvāñcala - पुर्वाञ्चल)                            | Dhanakuta (Dhanakuṭa - धनकुटा)               | 28.456     | 5.344.476 |

## La suddivisione amministrativa del territorio

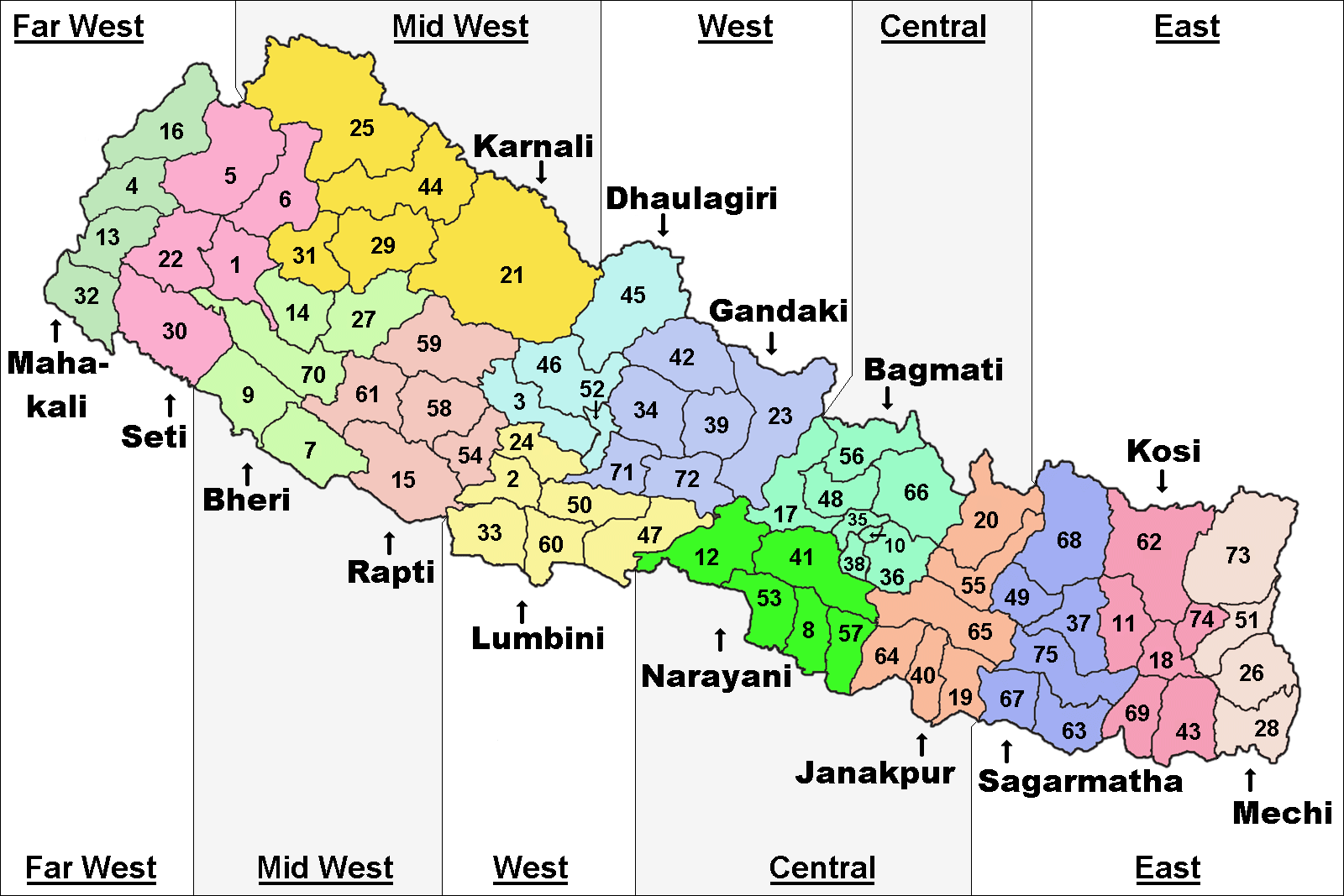
Le 5 Regioni, le 14 Zone e i 75 Distretti del Nepal

Regione di Sviluppo dell'Estremo Occidente,
suddivisa in 2 Zone (per un totale di 9 distretti):
- Zona di Mahakali, raggruppante i 4 distretti di:
Baitadi (4), Dadeldhura (13), Darchula (16), Kanchanpur (32);
- Zona di Seti, raggruppante i 5 distretti di:
Achham (1), Bajhang (5), Bajura (6), Doti (22), Kailali (30).

Regione di Sviluppo del Medio Occidente,
suddivisa in 3 Zone (per un totale di 15 distretti):
- Zona di Bheri, raggruppante i 5 distretti di:
Banke (7), Bardiya (9), Dailekh (14), Jajarkot (27), Surkhet (70);
- Zona di Karnali, raggruppante i 5 distretti di:
Ḍolpā (21), Humla (25), Jumla (29), Kalikot (31), Mugu (44);
- Zona di Rapti, raggruppante i 5 distretti di:
Dang Deokhuri (15), Pyuthan (54), Rolpa (58), Rukum (59), Salyan (61).

Regione di Sviluppo Occidentale,
suddivisa in 3 Zone (per un totale di 16 distretti):
- Zona di Dhawalagiri, raggruppante i 4 distretti di:
Baglung (3), Mustang (45), Myagdi (46), Parbat (52);
- Zona di Gaṇḍakī, raggruppante i 6 distretti di:
Gorkha (23), Kaski (34), Lamjung (39), Manang (42), Syangja (71), Tanahu (72);
- Zona di Lumbini, raggruppante i 6 distretti di:
Arghakhanchi (2), Gulmi (24), Kapilvastu (33), Nawalparasi (47), Palpa (50), Rupandehi (60).

Regione di Sviluppo Centrale,
suddivisa in 3 Zone (per un totale di 19 distretti):
- Zona di Bagmati, raggruppante gli 8 distretti di:
Bhaktapur (10), Dhading (17), Katmandu (35), Kavrepalanchok (36), Lalitpur (38), Nuwakot (48), Rasuwa (56), Sindhulpalchok (66);
- Zona di Janakapura, raggruppante i 6 distretti di:
Dhanusa (19), Dolkha (20), Mahottari (40), Ramechhap (55), Sarlahi (64), Sindhuli (65);
- Zona di Narayani, raggruppante i 5 distretti di:
Bara (8), Chitwan (12), Makwanpur (41), Parsa (53), Rautahat (57).

Regione di Sviluppo Orientale,
suddivisa in 3 Zone (per un totale di 15 distretti):
- Zona di Kosi, raggruppante i 6 distretti di:
Bhojpur (11), Dhankuta (18), Morang (43), Sankhuwasabha (62), Sunsari (69), Terhathum (74);
- Zona di Mechi, raggruppante i 4 distretti di:
Ilam (26), Jhapa (28), Panchthar (51), Taplejung (73);
- Zona di Sagarmatha, raggruppante i 6 distretti di:
Khotang (37), Okhaldhunga (49), Saptari (63), Siraha (67), Solukhumbu (68), Udayapur (75).